# Kompania graniczna KOP „Kołki”

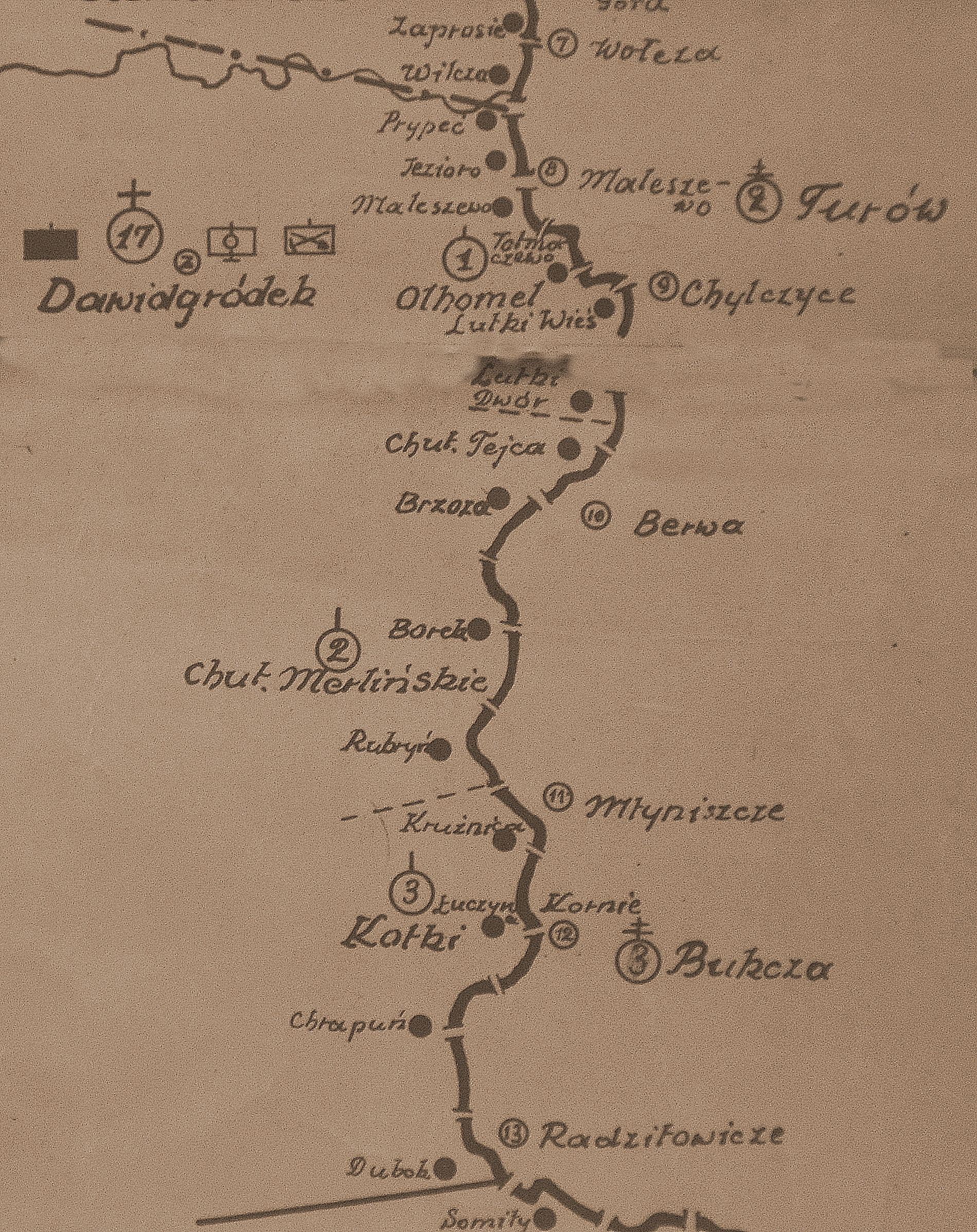
Rozmieszczenie batalionu KOP „Dawidgródek” w 1931

Kompania graniczna KOP „Kołki” – pododdział graniczny Korpusu Ochrony Pogranicza pełniący służbę ochronną na granicy polsko-radzieckiej.

## Formowanie i zmiany organizacyjne
Na podstawie rozkazu Ministra Spraw Wojskowych nr 1600/tjn./O.de B/25, w drugim etapie organizacji Korpusu Ochrony Pogranicza, w terminie do 1 marca 1925 sformowano 17 batalion graniczny , a w jego składzie 3 kompanię graniczną KOP.
W listopadzie 1936 kompania liczyła 2 oficerów, 8 podoficerów, 4 nadterminowych i 86 żołnierzy służby zasadniczej.
W 1939 roku 3 kompania graniczna KOP „Kołki” podlegała dowódcy batalionu KOP „Dawidgródek”.

## Służba graniczna
Podstawową jednostką taktyczną Korpusu Ochrony Pogranicza przeznaczoną do pełnienia służby ochronnej był batalion graniczny. Odcinek batalionu dzielił się na pododcinki kompanii, a te z kolei na pododcinki strażnic, które były „zasadniczymi jednostkami pełniącymi służbę ochronną”, w sile półplutonu. Służba ochronna pełniona była systemem zmiennym, polegającym na stałym patrolowaniu strefy nadgranicznej i tyłowej, wystawianiu posterunków alarmowych, obserwacyjnych i kontrolnych stałych, patrolowaniu i organizowaniu zasadzek w miejscach rozpoznanych jako niebezpieczne, kontrolowaniu dokumentów i zatrzymywaniu osób podejrzanych, a także utrzymywaniu ścisłej łączności między oddziałami i władzami administracyjnymi. Miejscowość, w którym stacjonowała kompania graniczna, posiadała status garnizonu Korpusu Ochrony Pogranicza.
3 kompania graniczna „Kołki” w 1934 ochraniała odcinek granicy państwowej szerokości 27 kilometrów 700 metrów. Po stronie sowieckiej granicę ochraniały zastawy „Młyniszcze”, „Kornie” i „Radziłowicze” z komendantury „Bukcza” .
Kompanie sąsiednie:
- 2 kompania graniczna KOP „Chutory Merlińskie” ⇔ 3 kompania graniczna KOP „Wojtkiewicze” – 1928[7], 1929[8], 1931[6] , 1932[9], 1934[10], 1938[11]

## Struktura organizacyjna
Strażnice kompanii w latach 1928 – 1934 :
- strażnica KOP „Kruźnica”
- strażnica KOP „Łuczyna”
- strażnica KOP „Chrapuń”[d]
- strażnica KOP „Dubok”[e]

Strażnice kompanii w 1938 i 17 września 1939
- strażnica KOP „Kruźnica”
- strażnica KOP „Łuczyna”
- strażnica KOP „Chrapuń”

## Dowódcy kompanii
- kpt. Stefan Bieganowski[f] (był VI 1939)[15]